# Magtfordrejningsprincippet
 Denne artikel omhandler overvejende eller alene danske forhold. Hjælp gerne med at gøre artiklen mere almen.
Artiklen beskriver pt. kun magtfordrejningslæren som den findes i dansk ret, selv om ækvivalente principper findes i andre landes ret og i EU-retten.
Magtfordrejningsprincippet (også betegnet magtfordrejningslæren, læren om usaglige hensyn eller læren om det ulovlige formål) er et juridisk begreb, der bl.a. har betydning i forvaltningsretten. Princippet består af et negativt led, der forbyder inddragelsen af uvedkommende hensyn eller usaglige kriterier når forvaltningen udøver skøn ved behandlingen af en sag, samt et positivt led, der kræver at forvaltningen inddrager alle relevante saglige hensyn ved udøvelsen af skøn. Hvilke hensyn der er hhv. saglige og usaglige afhænger af den hjemmelslov der anvendes ved træffelse af afgørelsen, eller sagt på en anden måde "om lovgiver udtrykkeligt eller stiltiende har anerkendt eller udelukket hensynet som led i skønsudøvelsen på det pågældende administrationsområde." Dog er der en række hensyn der, i mangel af modsatrettet stillingtagen fra lovgivers side, antages at være usaglige, f.eks. varetagelse af private hensyn.
Garde og Revsbech betegner principppet som "et dommerskabt krav til forvaltningen." Selve begrebet magtfordrejning blev introduceret i dansk ret af juraprofessor Poul Andersen i hans disputats Om ugyldige forvaltningsakter (1924) og bygger på principper fra navnlig fransk og tysk ret.